# Eriocnemis
Eriocnemis é um gênero de aves apodiformes pertencente à família dos troquilídeos, que inclui os beija-flores. O gênero possui mais de 11 espécies reconhecidas, mais três táxons adicionais que não possuem classificação regular, logo considerados inválidos; que se distribuem em bosques e florestas subtropicais úmidas ao oeste sul-americano em altitudes entre 1000 e 4800 metros acima do nível do mar. As espécies representantes deste gênero são, vernaculamente, denominadas como calçudos ou, ainda, calçadinhos, juntamente com os troquilídeos do gênero Haplophaedia.
Embora, atualmente, a grande maioria das espécies seja comum em toda a sua distribuição, três delas (calçudo-multicolor, calçudo-de-peito-preto, calçudo-de-gargantilha-azul) estão consideradas ameaçadas ou criticamente ameaçadas, ao que uma possui suspeita de extinção (calçudo-de-garganta-turquesa).

## Descrição
Os espécimes machos deste gênero apresentam sua plumagem verde-brilhante, acobreada ou, ainda, azul, enquanto as fêmeas são levemente mais opacas. As plumas brancas e volumosas, próximas aos pés, que consistem em tufos de penas, que se assemelham à calças de lã. Entretanto, os calçudos-de-patas-pretas, tem as "calças" negras, o que também foi observado em espécimes melanísticos. A maioria das espécies apresenta uma abertura próxima à cauda, colorida de azul, roxo ou vermelho-acobreado, que contrasta com o restante do corpo — essa que é verde nos calçudo-de-patas-pretas e calçudo-de-peito-branco. As outras características comuns à todas as espécies são, bico preto reto e a cauda ligeiramente até profundamente bifurcada.

## Distribuição e habitat
Os calçudos podem ser encontrados desde oeste da Venezuela, seguindo ao território colombiano, onde se distribuí desde o centro-norte ao centro-sul, com algumas espécies sendo endêmicas deste país. No Equador, são encontrados principalmente em certos estados e províncias mais centrais. Seguindo ao sul, até chegar ao Peru, se distribuí, assim como no resto dos países, na região andina. Por onde segue ao sul da Bolívia e ao norte da Argentina. Estes beija-flores habitam os bosques montanhosos e, ainda, florestas subtropicais úmidas, com algumas encontradas nas florestas secundárias. São, geralmente, encontrados em altitudes de 1000 até 4800 metros acima do nível do mar.

## Sistemática e taxonomia
Esse gênero foi descrito primeiramente na década de 1840, pelo influente botânico e naturalista germânico Heinrich Gottlieb Ludwig Reichenbach, que apelidaria estes aves de "calças-nevadas". A primeira espécie a ser descrita possuindo as características dos beija-flores Eriocnemis foi E. glaucopoides, descrita através de um espécime coletado em Valle Grande, em 1838, pelos ornitólogos franceses Frédéric de Lafresnaye e Alcide Dessalines d'Orbigny. No ano seguinte, a espécie E. vestita seria descrita por René Primevère Lesson, a partir de espécimes de Bogotá. No ano de 1840, Louis Fraser descreveria uma outra espécie, E. cupreoventris, também na capital da Colômbia. Um tempo depois, em 1842, Jules Bourcier descreveria a E. alinae. Em 1846, mais duas espécies seriam, pelos naturalistas Adolphe Delattre e Jules Bourcier, sendo E. derbyi e E. mosquera. No ano seguinte, mais uma espécie, E. luciani, foi descrita por este último a 1847. Em 1851, seria descrita a espécie E. godini, por Bourcier, sendo, posteriormente, a única espécie com suspeita de extinção. Depois, junto a Étienne Mulsant, descreveria E. nigrivestis, em 1852. Nisso, a 1874, Taczanowski descreveria E. sapphiropygia, hoje uma subespécie de luciani. Subsequentemente, em 1967, seria descrita E. mirabilis, pelo pesquisador estadunidense Meyer de Schauensee. Recentemente, a espécie E. isabellae foi descrita por um grupo de pesquisadores em 2007.

### Espécies[1][2]
- Eriocnemis nigrivestis (Bourcier e Mulsant, 1852), calçudo-de-peito-preto – encontrado no noroeste do Equador
- Eriocnemis isabellae (Cortés-Diago et al. 2007), calçudo-de-gargantilha-azul – sudoeste da Colômbia
- Eriocnemis vestita (Lesson, 1838), calçudo-reluzente – encontrado no noroeste da Venezuela e norte do Peru
  - Eriocnemis vestita paramillo (Chapman, 1917) – encontrado no noroeste da Colômbia
  - Eriocnemis vestita vestita (Lesson, 1838) – encontrado no leste da Colômbia e noroeste da Venezuela
  - Eriocnemis vestita smaragdinipectus (Gould, 1868) – encontrado no sudoeste da Colômbia e leste do Equador
  - Eriocnemis vestita arcosae (Schuchmann, Weller & Heynen, 2001) – encontrado no sul do Equador e norte do Peru
- Eriocnemis derbyi (Delattre & Bourcier, 1846), calçudo-de-patas-pretas – encontrado na Colômbia e noroeste do Equador
- Eriocnemis godini (Bourcier, 1851), calçudo-de-garganta-turquesa – encontrado na Colômbia e noroeste da Venezuela
- Eriocnemis cupreoventris (Fraser, 1840), calçudo-de-barriga-bronzeada – encontrado na Colômbia e Venezuela
- Eriocnemis luciani (Bourcier, 1847), calçudo-de-cauda-comprida – encontrado no sudoeste da Colômbia ao sul do Peru
  - Eriocnemis luciani meridae (Schuchmann, Weller & Heynen, 2001) – encontrado na região de Mérida na Venezuela
  - Eriocnemis luciani luciani (Bourcier, 1847) – encontrado no sudoeste da Colômbia e norte do Equador
  - Eriocnemis luciani baptistae (Schuchmann, Weller & Heynen, 2001) – encontrado no centro e sul do Equador
  - Eriocnemis luciani catharina (Salvin, 1897) – encontrado no norte do Peru
  - Eriocnemis luciani sapphiropygia (Taczanowski, 1874) – encontrado no centro e sul do Peru
- Eriocnemis mosquera (Delattre & Bourcier, 1846), calçudo-de-peito-dourado – encontrado no oeste da Colômbia ao noroeste do Peru
- Eriocnemis glaucopoides (d'Orbigny & Lafresnaye, 1838), calçudo-de-barrete-azul – encontrado na Bolívia central ao noroeste da Argentina
- Eriocnemis mirabilis (Meyer de Schauensee, 1967), calçudo-multicolor – encontrado no oeste da Colômbia
- Eriocnemis aline (Bourcier, 1842), calçudo-de-peito-branco – encontrado na Colômbia ao Peru central
  - Eriocnemis aline aline (Bourcier, 1842) – encontrado no leste da Colômbia e leste do Equador
  - Eriocnemis aline dybowskii (Taczanowski, 1882) – encontrado no norte e centro do Peru

Além disso, há também as espécies controversas: Eriocnemis söderströmi, E. isaacsoni e E. dyselius, cada uma conhecida apenas por um espécime. No caso de E. söderströmi, pode ter sido a fêmea de E. godini ou um híbrido entre E. luciani e E. nigrivestris. E. dyselius nada mais era do que um indivíduo com melanismo de E. cupreoventris. Hoje essas espécies são consideradas inválidas.